# Slovenská Volová
Slovenská Volová (em húngaro: Kisökrös) é um município da Eslováquia, situado no distrito de Humenné, na região de Prešov. Tem 8,66 km² de área e sua população em 2018 foi estimada em 564 habitantes.

## Demografia
| Ano:        | 1994 | 2004    | 2014   | 2024   |
| ----------- | ---- | ------- | ------ | ------ |
| Broj ljudi: | 433  | 493     | 541    | 581    |
| Razlika:    |      | +13,85% | +9,73% | +7,39% |

| Ano:               | 2023 | 2024   |
| ------------------ | ---- | ------ |
| Número de pessoas: | 577  | 581    |
| Diferença:         |      | +0,69% |